# Szakmarai járás
A Szakmarai járás (oroszul Сакмарский район) Oroszország egyik járása az Orenburgi területen. Székhelye Szakmara.

## Népesség
- 1989-ben 26 384 lakosa volt.
- 2002-ben 28 569 lakosa volt.
- 2010-ben 29 179 lakosa volt, melyből 19 085 orosz, 5 922 tatár, 1 660 kazah, 811 ukrán, 268 német, 242 baskír, 224 örmény, 176 mordvin.